# Château de Shimo-Akasaka
Le château de Shimo-Akasaka (下赤坂城, Shimo-Akasaka-jō) est un château japonais de la fin de l'époque de Kamakura situé dans le village de Chihaya Akasaka, dans la préfecture d'Osaka, au Japon. Ses ruines ont été désignées monument du Japon en 1934. On l'appelle aussi simplement château d'Akasaka (赤坂城, Akasaka-jō).

## Histoire

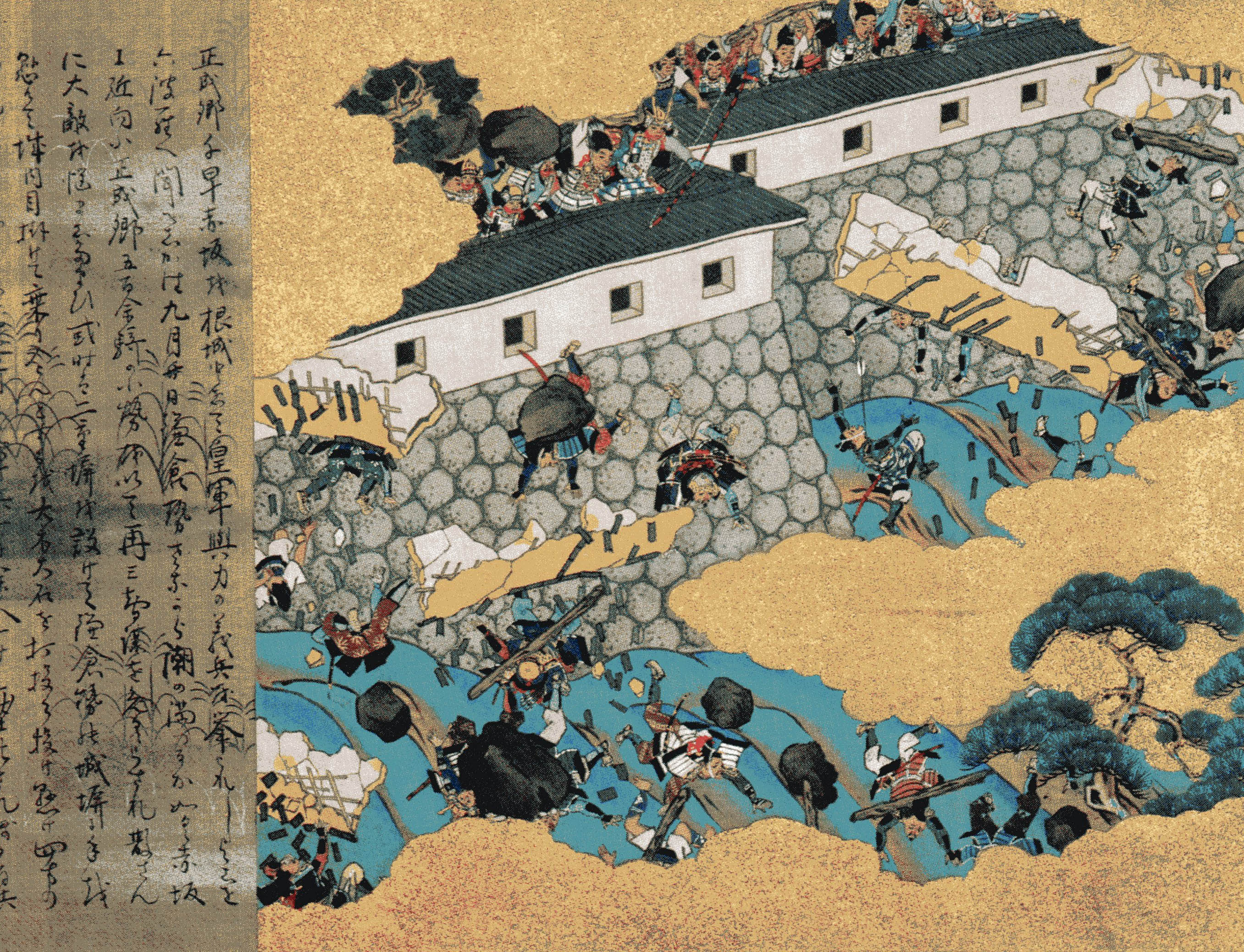
Représentation du siège du château de de Shimo-Akasaka.

Le château de Shimo-Akasaka est situé sur le mont Kabutori, une crête allant du mont Kongō à la frontière de la province de Kawachi avec la région de Yoshino de la province de Yamato, à une altitude de 185,7 mètres au-dessus du niveau de la mer et de 61,4 mètres au-dessus de ses environs. Il fait partie d'un ensemble défensif qui comprend de nombreuses fortifications plus petites sur les collines environnantes et, plus tard, le château de Kami-Akasaka sur la colline en face d'une petite rivière. Le Honmaru (enceinte principale) du château de Shimo-Akasaka est aujourd'hui le site de la salle de réunion du village de Chihaya Akasaka, et un monument indiquant l'emplacement du château se trouve dans l'enceinte du collège de Chihayaakasaka. En 1331, lorsque l'empereur Go-Daigo tente de renverser le shogunat de Kamakura lors de la guerre de Genkō, il s'appuie sur le prince Moriyoshi et un seigneur local de la région de Chihaya-Akasaka, Kusunoki Masashige, pour lever une armée. Cependant, cette première tentative échoue et l'empereur Go-Daigo est capturé et exilé dans les îles Oki. Les armées shogunales attaquent Kusunoki Masashige lors du siège d'Akasaka et, lorsque le château tombe, il simule sa mort et s'échappe dans les montagnes de son territoire, où il fait construire le château de Kami-Akasaka et le château de Chihaya. Au début de l'année 1333, Kusunoki Masashige s'allie au prince Moriyoshi, récupère le château de Shimo-Akasaka et reprend son offensive contre le shogunat.
Après la restauration de Kenmu, le château de Shimo-Akasaka est utilisé comme base pour la Cour du Sud pendant les guerres de la période Nanboku-chō, mais il tombe aux mains des forces de la Cour du Nord en 1360. 
Ses ruines gardent peu de traces de la structure d'origine.

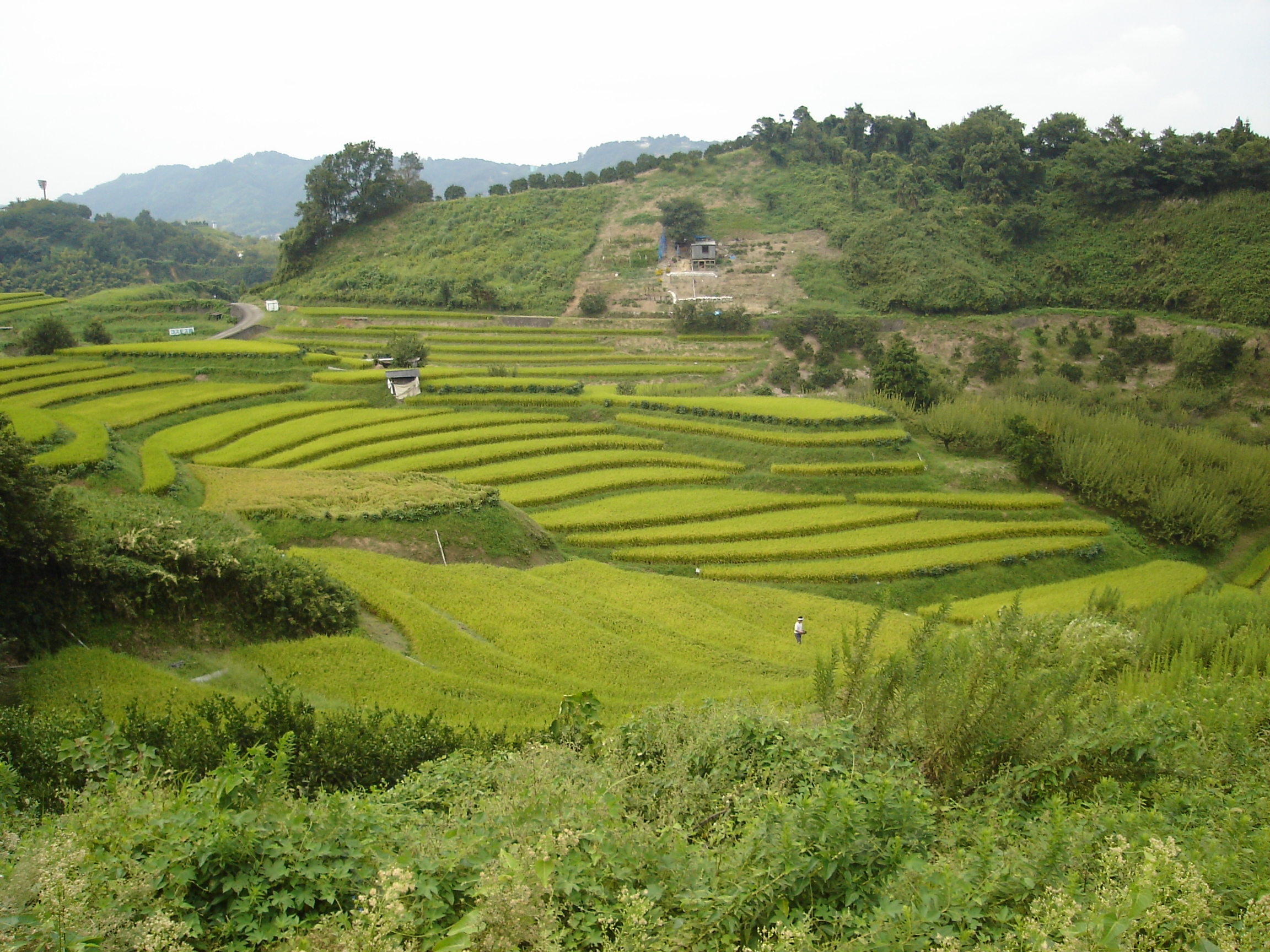
Rizières en terrasses près du château de Shimo-Akasaka.